# 小平市立小平第五小学校
小平市立小平第五小学校（こだいらしりつこだいらだいごしょうがっこう）は、東京都小平市にある公立小学校。2006年の第四十九回卒業式の後に第二校舎が完成する。2007年に創立50周年を迎えた。通称五小。2016年2月1日現在、学級数21、児童数564名。教育目標は、「進んで学び 元気で 思いやりのある子」。

## 沿革
- 1957年4月1日 小平町立小平第五小学校創立
- 1958年10月12日 校旗制定
- 1960年11月3日 校歌制定、作詞、土屋忠司、作曲、渡邊浦人
- 1962年10月1日 小平市立小平第五小学校と名称変更
- 1963年4月1日 小平市立小平第八小学校が分校
- 1967年5月15日 小平市立小平第十一小学校が分校
- 1973年9月1日 小平市立花小金井小学校が分校、9月21日通級指導学級(くすの木学級)開級
- 1985年4月1日 都帰国子女教育推進校指定校となる。
- 1997年3月31日 通級指導学級(くすの木学級)を閉級（小平市立小平第十四小学校へ新設）、4月1日心身障害学級(さくら学級)開級

## 所在地
- 187-0002 東京都小平市花小金井6-24-1
- 最寄り駅 西武新宿線　花小金井駅

## その他
- 第一校舎の屋上にソーラーパネルが設置されている。
- 第二校舎の屋上にブルーベリーが栽培されている。
- 新しく第三校舎が出来る

## 卒業後の進路等
小平市立花小金井南中学校と小平市立小平第三中学校と小平市立小平第六中学校にわかれる、私立や国立、都立に進学する者もいる。